# Tatabánya Mustangs
A Tatabánya Mustangs Tatabánya amerikaifutball-csapata. 2007-ben alakult Tatán, akkor Tata Mustangs néven, 2013 óta pedig Tatabányán működik.

## Története

### Tata Mustangs
A Mustangs 2007 októberében játszotta első mérkőzését Tatán az Olimpiai edzőtáborban a Szeged Bats ellen. A mérkőzésre jelentős mennyiségű néző látogatott ki és kiélezett 36-36-os döntetlent hozott. 
A 2008-as szezonban a Mustangs a Rookie kupában indult, amelyben szövetségen kívüli csapatok csaptak össze. A Fehérvár Enthroners, a Szeged Bats, a Jászberény Wolverines, a Kistarcsa Firebirds vett még részt a kupában, ahol a tataiak nem tudtak győzelmet szerezni. 
2009-ben már a Magyar Amerikai Futball Szövetség tagjaként a Divízió III keretében léptek pályára a játékosok, ahol megszerezték első győzelmüket a Budapest Grizzlies ellen.  
A másodosztályban töltött évek közül a 2013-as volt a legsikeresebbnek mondható, akkor a csapat stabil játékkal az elődöntőig menetelt, ahol csak a későbbi győztes Budapest Cowboys tudta megállítani őket.

### Tatabánya Mustangs
A csapat a 2015-ös szezon után átköltözött Tatáról Tatabányára. A 2016-os szezon során osztályozó után kiestek a Divízió I-ből.
Az utóbbi évek legnagyobb sikere a 2019-es év végén Tatabányán rendezett döntő volt. A veretlen alapszakasz után magabiztosan húzták be az elődöntőt a VSD Rangers ellen (45-0), majd a hazai rendezésű döntőn alulmaradtak a Miskolc-Szirmabesenyő Renegades ellen 40-38-ra.
2020-ban a csapat a Divízió II nyugati csoportjának 2. helyén zárt. A bajnokság a COVID–19 járvány miatt az alapszakasz után félbemaradt, így a 3. helyen végeztek. A csapat a járványban elvesztette egyik játékosát, Hajós Pétert.

## Eredmények
|      | Osztály     | Győzelem | Vereség | Szerzett pontok | Kapott pontok | Eredmény                                       |
| ---- | ----------- | -------- | ------- | --------------- | ------------- | ---------------------------------------------- |
| 2009 | Divízió III | 1        | 3       | 38              | 155           | 8. helyezett                                   |
| 2010 | Divízió II  | 3        | 3       | 79              | 123           | 4. helyezett                                   |
| 2011 | Divízió II  | 2        | 4       | 136             | 202           | Rájátszás, negyeddöntő                         |
| 2012 | Divízió II  | 3        | 3       | 195             | 114           | Rájátszás, elődöntő                            |
| 2013 | Divízió I   | 6        | 2       | 258             | 156           | Rájátszás, elődöntő                            |
| 2014 | Divízió I   | 1        | 4       | 79              | 153           | Rájátszás, negyeddöntő                         |
| 2015 | Divízió I   | 1        | 4       | 42              | 133           | 6. helyezett                                   |
| 2016 | Divízió I   | 1        | 5       | 52              | 171           | 8. helyezett, helyosztó a bentmaradásért       |
| 2017 | Divízió II  | 3        | 3       | 79              | 137           | Rájátszás, negyeddöntő                         |
| 2018 | Divízió II  | 4        | 3       | 173             | 211           | Rájátszás, elődöntő                            |
| 2019 | Divízió II  | 7        | 1       | 286             | 101           | Rájátszás, vereség a döntőben                  |
| 2020 | Divízió II  | 3        | 1       | 110             | 58            | A COVID-járvány miatt nem rendeztek rájátszást |
| 2021 | Divízió II  | 4        | 1       | 135             | 50            | Rájátszás, vereség a döntőben                  |
| 2022 | Divízió I   | 1        | 5       | 91              | 192           | 7. helyezett                                   |
| 2023 | HFL         | 0        | 6       | 75              | 212           | 9. helyezett                                   |
| 2024 | Divízió I   | 4        | 2       | 119             | 110           | Rájátszás, elődöntő                            |
| 2025 | Divízió I   | 5        | 0       | 139             | 63            | Rájátszás, győzelem a döntőben                 |

## Hazai pálya
A Mustangs jelenlegi hazai pályája a tatabányai Olimpikon úti sportkomplexum pályája. Műfüves, világítással ellátott pályán, lelátóval ellátva várja a kilátogatókat minden mérkőzésre.

## Csapat arculata
A tatai időszakban (a Tatai Tömegsport és Tájfutó Honvéd SE szakosztályaként) a csapat bordó mezben, fekete nadrággal játszott. A Tatabányára költözés során a Mustangs a Vulkán Tömegsport Egyesület kék színét vette fel. 2018 óta az elsődleges szerelés fehér mez, kék nadrág, a másodlagos pedig kék mez, kék nadrág.